# Nikolai Frederik Severin Grundtvig
Nikolai Frederik Severin Grundtvig (ur. 8 września 1783 w Udby, zm. 2 września 1872 w Kopenhadze) – pisarz i poeta duński, protestancki pastor i teolog, historyk, filozof, nauczyciel, polityk, pamiętany głównie jako autor duńskich psalmów oraz założyciel pierwszego uniwersytetu ludowego.

## Życiorys
Obok Adama Oehlenschlägera główny przedstawiciel duńskiego romantyzmu, autor pierwszego przekładu Beowulfa na język nowożytny. Autor opracowań na temat historii Danii i tekstów o mitologii nordyckiej, miał duży wpływ na rozwinięcie się duńskiego poczucia tożsamości narodowej.
Grundtvig założył uniwersytet ludowy, mający na celu edukację młodzieży chłopskiej; wkrótce podobne placówki zaczęły powstawać na całym świecie, również w Polsce. Pisarz postulował też reformę słynnej Akademii w Sorø, która miała kształcić nie tylko uczonych, ale również zwykłych studentów, którzy swoją wiedzą przyczynialiby się do rozwoju społeczeństwa.
W swych kazaniach i pismach teologicznych występuje jako reformator kościoła w kierunku czystego protestantyzmu, opartego jedynie na Sakramentach i Biblii (tzw. „grundtvigianizm”). W swych przekonaniach politycznych dążył do narodowego odrodzenia Danii, do czego przyczynić się miał założony przez niego pierwszy uniwersytet ludowy. Zmuszony przez przeciwników do złożenia urzędu wikariusza w Kopenhadze, oddawał się przez resztę życia działalności literackiej.
Został odznaczony krzyżem kawalerskim Orderu Danebroga (1840).

## Główne dzieła
- Nordens Mythologie (1808),
- Christelig Søndagsbog (2 wyd. 1859),
- Nordiske Smaadigte (1838),
- przeróbka Kroniki duńskiej Saxo Grammaticusa i mitologicznych dzieł Snorrisa.

Utwory poetyczne:
- Roskilde-Riim (1814),
- pieśni religijne Sanqvark til den danske Kirke (1837),
- poemat Optrin af Kæmpelivets Udergang i Nord (wyd. 1899).